# Лан (Нижня Саксонія)
Лан (нім. Lahn) — громада в Німеччині, розташована в землі Нижня Саксонія. Входить до складу району Емсланд. Складова частина об'єднання громад Верльте.
Площа — 21,25 км2. Населення становить 864 ос. (станом на 31 грудня 2021).